# Kobbersmed
En kobbersmed fremstiller forskellige beholdere, røranlæg og apparater i kobber men også i andre metaller. Nogle kobbersmede arbejder med at designe og fremstille kunstneriske ting eller restaurere gamle kobberting.
Arbejdet foregår på kobbersmedeværksteder. Der er nogle få selvstændige kobbersmedeværksteder.